# Darrall Imhoff
Darrell Tucker Imhoff, född 11 oktober 1938 i San Gabriel i Kalifornien, död 30 juni 2017 i Bend i Oregon, var en amerikansk basketspelare.
Imhoff blev olympisk mästare i basket vid sommarspelen 1960 i Rom.